# Agriocnemis pinheyi
Agriocnemis pinheyi é uma espécie de libelinha da família Coenagrionidae.
Pode ser encontrada nos seguintes países: Moçambique, África do Sul, Tanzânia, Zâmbia, Zimbabwe e possivelmente em Malawi.
Os seus habitats naturais são: lagos de água doce intermitentes, marismas de água doce e nascentes de água doce.